# 京極高有
京極 高有（きょうごく たかあり）は、但馬国豊岡藩の第7代藩主。豊岡藩京極家9代。

## 略歴
安永4年（1775年）9月26日、丹後峰山藩主・京極高久の5男（異説として次男）として江戸木挽町の屋敷で生まれる。寛政3年（1791年）2月10日に豊岡藩の第6代藩主・京極高品の養子となり、5月10日の高品の隠居にともない家督を継いだ。
寛政6年（1794年）、大坂加番となる。文政6年（1823年）、藩営の産物会所を開設し、柳行李流通の独占を図り、財政の再建に努めた。しかし、文政8年（1825年）には豊岡町民による産物会所や金銀売買商屋敷の打ち壊しに遭うなどして銀札の暴落を招き、さらに物価上昇、窮民による暴動まで起こって、藩政改革は失敗に終わった。
天保2年（1831年）5月10日、病気により家督を長男の高行に譲って隠居する。天保12年（1841年）7月26日（または9月18日）に死去した。享年67。

## 系譜
子女は4男1女
- 父：京極高久（1729-1808）
- 母：野口氏
- 養父：京極高品（1741-1792）
- 正室：直 - 脇坂安親の娘
  - 長男：京極高行（1794-1847）
- 継室：安屋 - 松平光悌の娘